# Gerhard Frickhöffer
Gerhard Frickhöffer, auch Gerd Frickhöffer, (* 21. November 1913 in Tianjin, China; † 4. Juli 1980 in Baden-Baden; vollständiger Name: Gerhard Emil Karl Josef Frickhöffer) war ein deutscher Schauspieler.

## Biografie
Als Sohn eines Kaufmanns besuchte Frickhöffer eine Oberrealschule und eine höhere Handelsschule in Bremen. Nach Schauspielunterricht bei Hermann Schultze-Griesheim gab er sein Debüt 1933 an einem Bremer Theater. 1935 arbeitete er am Stadttheater Gießen, 1938 am Deutschen Theater in Berlin, ab 1939 in Koblenz und zuletzt bis zum Kriegsende am Staatstheater Wiesbaden. Zeitweise war Frickhöffer kriegsverpflichtet und trat an Fronttheatern in Frankreich, Luxemburg und Belgien auf.
Nach seiner Entlassung aus der Kriegsgefangenschaft war er 1946/1947 am Theater Baden-Baden tätig, 1947 erhielt er ein Engagement als Schauspieler und Sänger am Metropol-Theater in Berlin. Später agierte er auch an weiteren Berliner Bühnen sowie in München, Frankfurt am Main und anderen Städten.
Seit 1947 war Frickhöffer ein vielbeschäftigter Nebendarsteller beim deutschen Film. Der „lange Lulatsch“, wie er genannt wurde, brachte bei seinen Auftritten als blasierter Beamter, Portier, Polizeibeamter, Kellner, Frauenheld oder Gauner oft eine Prise Komik ins Spiel. Er arbeitete auch für den Hörfunk (RIAS) sowie als Synchronsprecher. Er war mit der Schauspielerin Irene Korb (1923–1978) verheiratet.

## Filmografie
- 1948: Morgen ist alles besser
- 1948: Chemie und Liebe
- 1949: Das Mädchen Christine
- 1949: Nächte am Nil
- 1950: Die lustigen Weiber von Windsor
- 1950: Eine Nacht im Séparée
- 1951: Die letzte Heuer
- 1951: Professor Nachtfalter
- 1951: Was das Herz befiehlt
- 1952: Das weiße Abenteuer
- 1952: Mikosch rückt ein
- 1953: Die Geschichte vom kleinen Muck
- 1954: Emil und die Detektive
- 1954: Clivia
- 1954: Der treue Husar
- 1954: Der Zarewitsch
- 1955: Rauschende Melodien
- 1955: Liebe ist ja nur ein Märchen
- 1955: Das Fräulein von Scuderi
- 1956: Uns gefällt die Welt
- 1956: Schwarzwaldmelodie
- 1956: Das alte Försterhaus
- 1957: Glücksritter
- 1957: Viktor und Viktoria
- 1957: Für zwei Groschen Zärtlichkeit
- 1957: Träume von der Südsee
- 1957: Siebenmal in der Woche
- 1958: Schwarze Nylons – Heiße Nächte
- 1958: Schwarzwälder Kirsch
- 1958: Majestät auf Abwegen
- 1958: Der Czardas-König
- 1958: Das haut einen Seemann doch nicht um
- 1958: Schlag auf Schlag
- 1959: Strafbataillon 999
- 1959: Du bist wunderbar
- 1959: Lockvogel der Nacht
- 1959: Tausend Sterne leuchten
- 1959: Alt Heidelberg
- 1959: Glück und Liebe in Monaco
- 1959: Unser Wunderland bei Nacht
- 1959: Laß mich am Sonntag nicht allein
- 1960: Der Jugendrichter
- 1960: Herrin der Welt
- 1960: Scheidungsgrund: Liebe
- 1961: Adieu, Lebewohl, Goodbye
- 1961: Unter Ausschluß der Öffentlichkeit
- 1961: Frau Irene Besser
- 1961: Mann im Schatten
- 1962: Das süße Leben des Grafen Bobby
- 1962: Verrückt und zugenäht
- 1963: Die weiße Spinne
- 1964: Stahlnetz: Strandkorb 421
- 1964: Das Wirtshaus von Dartmoor
- 1964: Das Kriminalmuseum: Der Fahrplan
- 1965: Der Ölprinz
- 1965: Gewagtes Spiel – Simili
- 1965: Stahlnetz: Nacht zum Ostersonntag
- 1966: Sie schreiben mit – Der dumme August
- 1967: Liebesnächte in der Taiga
- 1967: Ein Florentinerhut
- 1967: Dem Täter auf der Spur – 10 Kisten Whisky
- 1967–1968: Die Witzakademie (6 Folgen)
- 1969: Charley’s Onkel
- 1969: Josefine, das liebestolle Kätzchen
- 1969: Der Schelm von Istanbul
- 1969: Percy Stuart (Serie, 47 Folgen)
- 1969: Todesschüsse am Broadway
- 1970: Das Stundenhotel von St. Pauli
- 1970: Die fleißigen Bienen vom fröhlichen Bock
- 1970: Sie schreiben mit – Der Job
- 1971: Die Tote aus der Themse
- 1971: Seitensprung-Report
- 1972: Im Auftrag von Madame – Blüten von damals
- 1972: Der Fall Opa
- 1972–1973: Algebra um Acht (Serie)
- 1973–1974: Sergeant Berry (Serie, 23 Folgen)
- 1974: Ay, ay, Sheriff
- 1974: Tatort: Playback oder die Show geht weiter
- 1974: Das Land des Lächelns
- 1974: Auch ich war nur ein mittelmäßiger Schüler
- 1974: Loriots Telecabinet
- 1975: Das verrückteste Auto der Welt
- 1978: Kommissariat 9 – Konjunkturbelebung

## Hörspiele
- 1956: Béla Balázs: Wolfgang Amadeus Mozart (Gesandter) – Regie: Joachim Witte (Hörspiel – Rundfunk der DDR)